# DX-Format

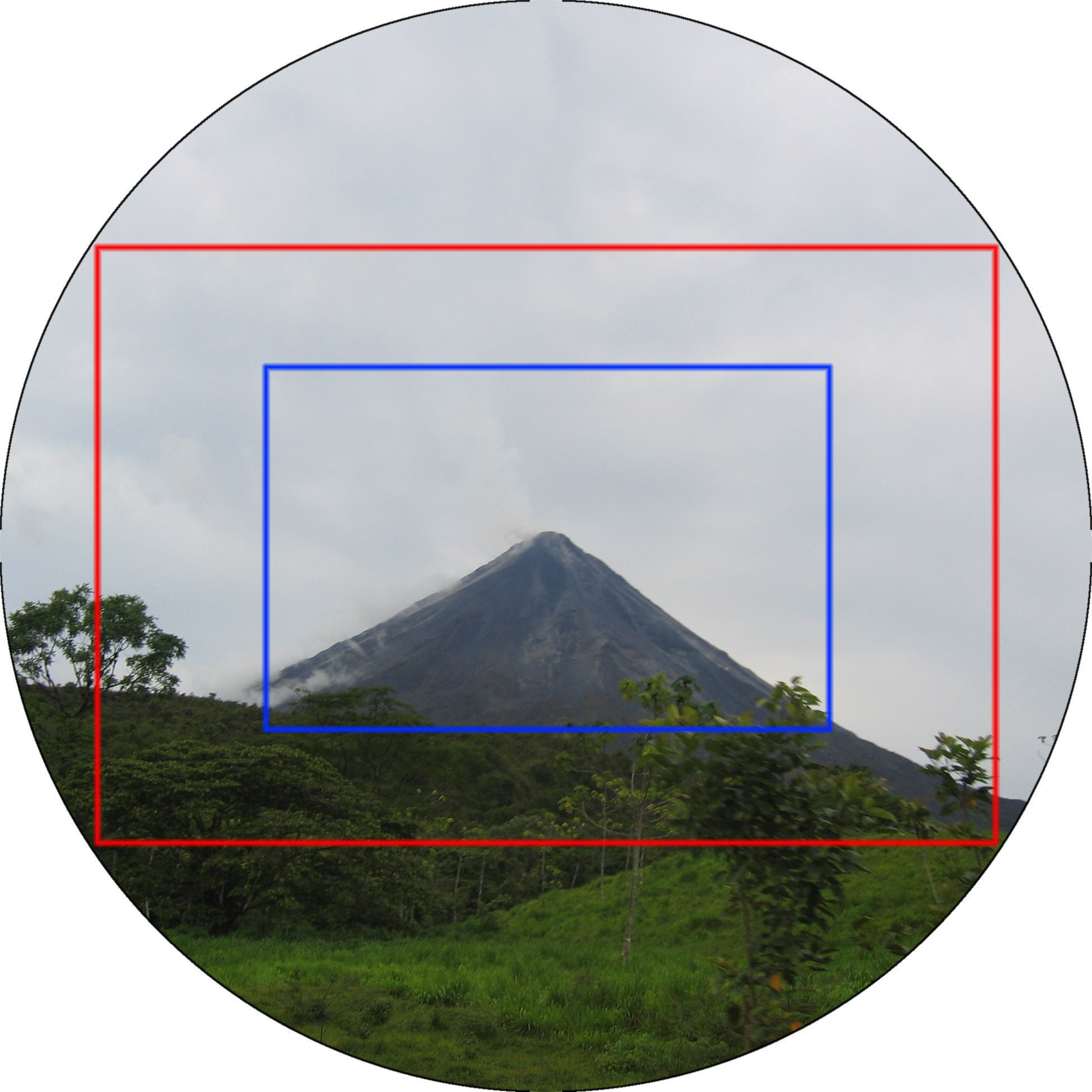
Der rote Rahmen markiert das Kleinbildformat innerhalb des Bildkreises eines Kleinbildobjektivs (auch FX-Format genannt), der blaue das DX-Format

Das DX-Format ist ein Größenformat für Bildsensoren digitaler Spiegelreflexkameras des japanischen Herstellers Nikon.
Das DX-Format wurde 1999 mit der Nikon D1 eingeführt. Es ist mit etwa 23,7 mm × 15,6 mm kleiner als das Kleinbildformat und weicht auch von den bis dahin für digitale Spiegelreflexkameras verwendeten Formaten ab. Es wird auch etwas unpräzise als APS-C-Format bezeichnet (allerdings üblicherweise nicht von Nikon selbst), das im engeren Sinne ein etwas kleineres Format mit Formatfaktor 1,6 beschreibt.
Durch das gegenüber Kleinbild verkleinerte Format ist ein Formatfaktor zu berücksichtigen. Dieser wird für das DX-Format üblicherweise mit 1,5 angegeben. Die tatsächlichen Formate der Sensoren variieren geringfügig, siehe nachfolgende Tabelle:
| Kameras                                                                                 | Format            | Formatfaktor |
| --------------------------------------------------------------------------------------- | ----------------- | ------------ |
| D1, D1H, D1X, D40, D50, D70, D70s, D100                                                 | 23,7 mm × 15,6 mm | 1,525        |
| D2H, D2Hs                                                                               | 23,3 mm × 15,5 mm | 1,546        |
| D2X, D2Xs                                                                               | 23,7 mm × 15,7 mm | 1,522        |
| D40X, D60, D80, D90, D200, D300, D300s, D3000, D5000, D5100, D5200, D5300, D7000, D7100 | 23,6 mm × 15,8 mm | 1,523        |
| D3100                                                                                   | 23,1 mm × 15,4 mm | 1,558        |
| D3200                                                                                   | 23,2 mm × 15,4 mm | 1,554        |
| D3300, D3400, D5200, D5500, D5600, D7200                                                | 23,5 mm × 15,6 mm | 1,534        |
| D500, D7500                                                                             | 23,5 mm × 15,7 mm | 1,531        |

Da einige der Sensoren auch für Digitalkameras der Hersteller Pentax, Konica Minolta und Sony verwendet werden, hat sich das DX-Format faktisch auch bei diesen Herstellern zum Standard entwickelt. Es wird dort aber nicht als DX-Format bezeichnet.
Als erster Hersteller führte Nikon 2002 spezielle Objektive für das kleinere Sensorformat ein, die DX-Nikkore. Diese sind auf den verkleinerten Bildkreis ausgelegt und zeigen bei Verwendung an Kleinbildkameras teilweise erhebliche Vignettierung (Randabschattung). Bei Verwendung von DX-Objektiven auf Vollformatkameras kann automatisch ein kleinerer Sensorausschnitt benutzt werden.